# SAC Winterthur
Der SAC Winterthur ist die Winterthurer Sektion des Schweizer Alpen-Clubs und ist mit 3712 Mitgliedern (Stand: Januar 2025) eine der grösseren Sektionen des Schweizer Alpen-Clubs.

## Geschichte
Die Sektion wurde am 25. Juni 1879 im Casino Winterthur gegründet, nachdem zuvor ein am 14. Juni gegründetes provisorisches Komitee die Statuten für die Sektion entwickelte. Auf die durchaus übliche Benennung der Sektion nach einem Berg wurde verzichtet, da sich in der Umgebung Winterthurs hierfür geeignetes Gebirge befand. Der erste Vorstand bestand aus dem Industriellen Adolf Bühler, dem späteren Nationalrat Eduard Sulzer-Ziegler sowie dem Präsidenten und Pfarrer Otto Herold. Die Liste der 37 Gründungsmitglieder liest sich dabei wie ein Querschnitt durch das Winterthurer Bürgertum dieser Zeit, so gehörten beispielsweise der damalige Stadtpräsident Rudolf Geilinger, der Architekt Ernst Jung, der Kaufmann Theodor Reinhart, Fabrikant Heinrich Sulzer-Steiner oder der Fabrikant Johann Jakob Weber, dessen Sohn 1891 am Morteratschgletscher verunglückte, ebenfalls zu den ersten Mitgliedern der Sektion. Zu den Gründungsmitgliedern gehörte auch eine Frau, deren Mitgliedschaft jedoch vom Schweizer Alpen-Club nach einer Umfrage unter seinen Mitgliedern nicht akzeptiert wurde, es aber der Sektion freistellte, der Frau eine Passiv- oder Ehrenmitgliedschaft zu gewähren – diese verzichtete jedoch schliesslich auf eine ihr angebotene Ehrenmitgliedschaft.
Im Nachgang zum 1886 in Winterthur durchgeführten S.A.C.-Jahresfest baute der Verein im darauffolgenden Jahr mit der Muttseehütte ihre erste Hütte, die am 11. Juli 1887 eröffnet wurde. Gut zehn Jahre nach seiner Gründung zeigte sich die  SAC-Sektion für den Bau des Eschenbergturms verantwortlich, der ursprünglich von der Floragesellschaft initiiert wurde, aber für diese zu teuer war und nach seiner Fertigstellung der Stadt übergeben wurde. Von der Aussichtsplattform des Turms kann man bei gutem Wetter den Säntis sowie Teile der Alpen bis zum Tschingelhorn sehen. 1893 kaufte die Sektion 240 m² Land in der damals noch selbstständige Gemeinde Illnau, um den dortigen Aussichtspunkt auf dem Weg von Kyburg nach First zu erhalten. Die mit Sitzgelegenheiten versehene Anlage wurde 1906 an den Verkehrs- und Verschönerungsverein abgetreten. Von 1900 bis 1903 war das Sektionsmitglied Emil Bosshard Zentralpräsident des Schweizer Alpen-Clubs. Ebenfalls zu den frühen Aktivitäten gehört das 1903 auf Initiative von Eduard Sulzer-Ziegler erbaute Ferienheim Schwanderberg, für dessen Bau und Unterhalt nach gesicherter Finanzierung durch die Sektion eine Genossenschaft gegründet wurde, die jedoch weiterhin unter Kontrolle von Vertretern der SAC-Sektion blieb. Das Ferienheim wurde inzwischen veräussert – es wird nun seit 1992 als Pfadiheim unter dem Namen Villa Kunterbunt betrieben. 1904, zum 25-Jahre Jubiläum, zählte die Sektion rund 250 Mitglieder.
Den Grundstein für den Bau einer zweiten Hütte legte 1902 ein Legat von Paul Reinhart-Sulzer in der Höhe von 10'000 Franken. Diese heute Camona da Punteglias genannte Hütte wurde 1907 als Reinhart-Hütte erbaut. Für den Bau der dritten Hütte wurde ab 1920 ein Fonds mittels um 2 Franken erhöhten Mitgliederbeiträgen und mit zwei Schenkungen über 500 Franken geäufnet, aus diesem entstand 1928 schliesslich die Camona da Punteglias. Als letzte Hütte kam 1992 noch die Kistenpasshütte als Clubhütte hinzu, die der Sektion von der Armee für 4'000 Franken verkauft wurde.
Die bekanntesten Mitglieder der SAC-Sektion waren der Bergsteiger Marcel Rüedi sowie der norwegische Skipionier Olaf Kjelsberg, der das Skifahren in die Schweiz brachte.

## Vereinspublikationen
Die Sektion versendete seit den Nullerjahren diverse gedruckte Publikationen wie das Tourenprogramm, den Jahresbericht sowie zwei- bis viermal pro Jahr ein vier- bis sechsseitiges Infobulletin per Post. Seit 2019 wird stattdessen zweimal pro Jahr ein 32- bis 36-seitiges Heft namens 1879 versendet, welches auch online als PDF abrufbar ist.

## Hütten
Die Sektion Winterthur betreibt drei SAC-Hütten und eine Clubhütte, diese bieten einfache Unterkünfte für Alpinisten, Kletterer, Wanderer und auch für Familien mit Kindern und für Mountainbiker.
- 2649 m ü. M  Camona da Cavardiras
- 2311 m ü. M  Camona da Punteglias
- 2714 m ü. M  Kistenpasshütte (Clubhütte)
- 2501 m ü. M  Muttseehütte

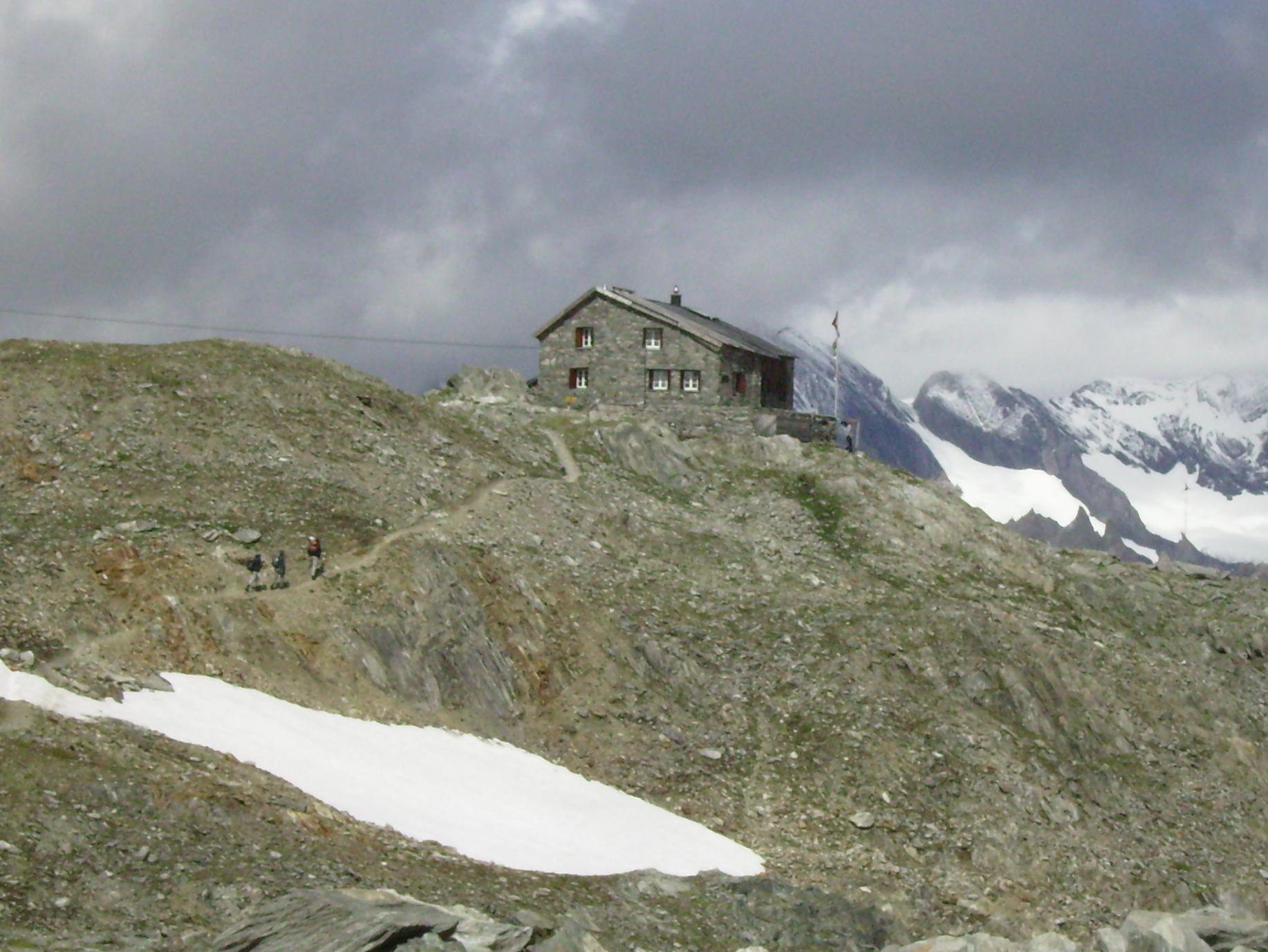
Camona da Cavardiras
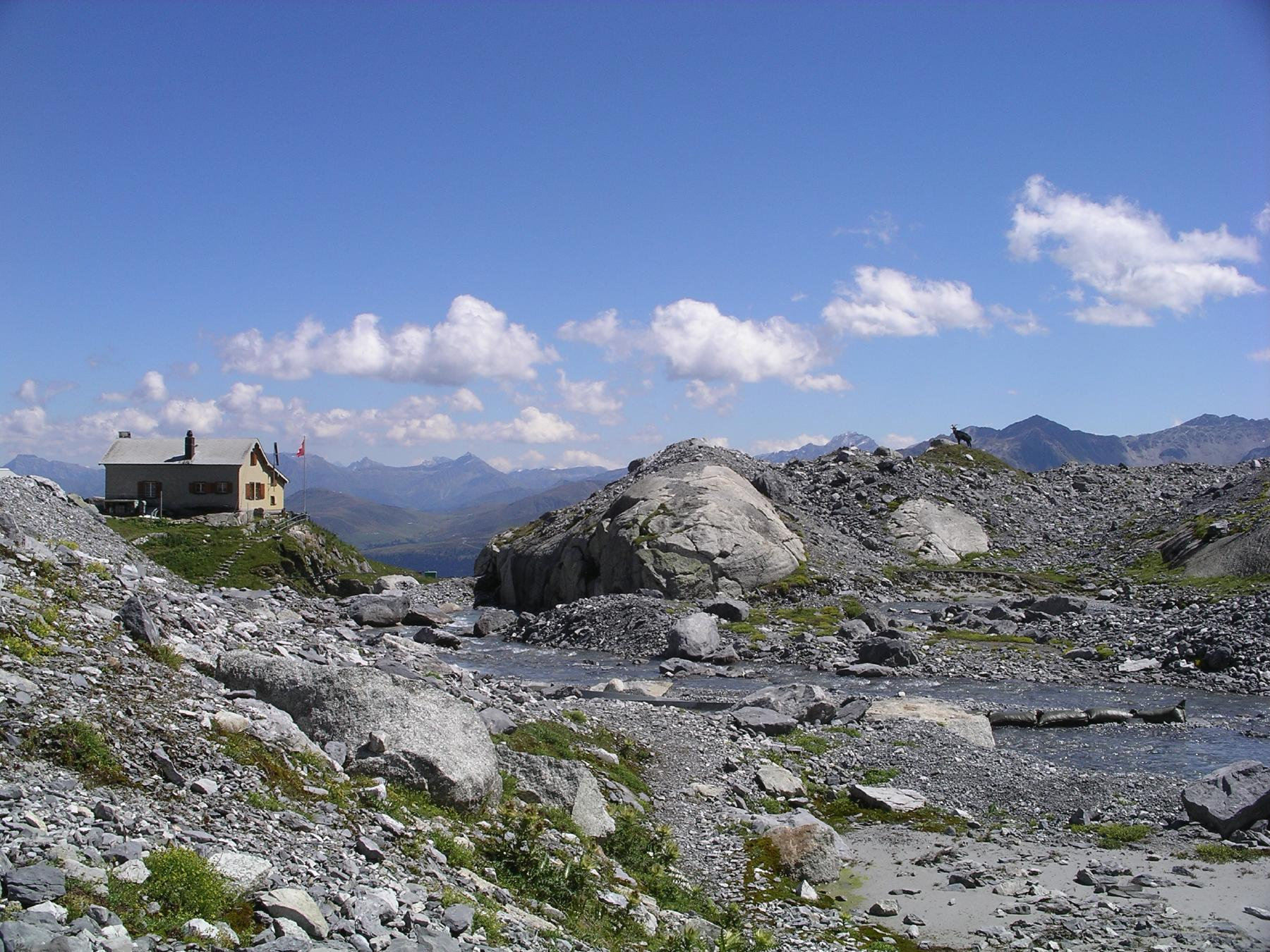
Camona da Punteglias
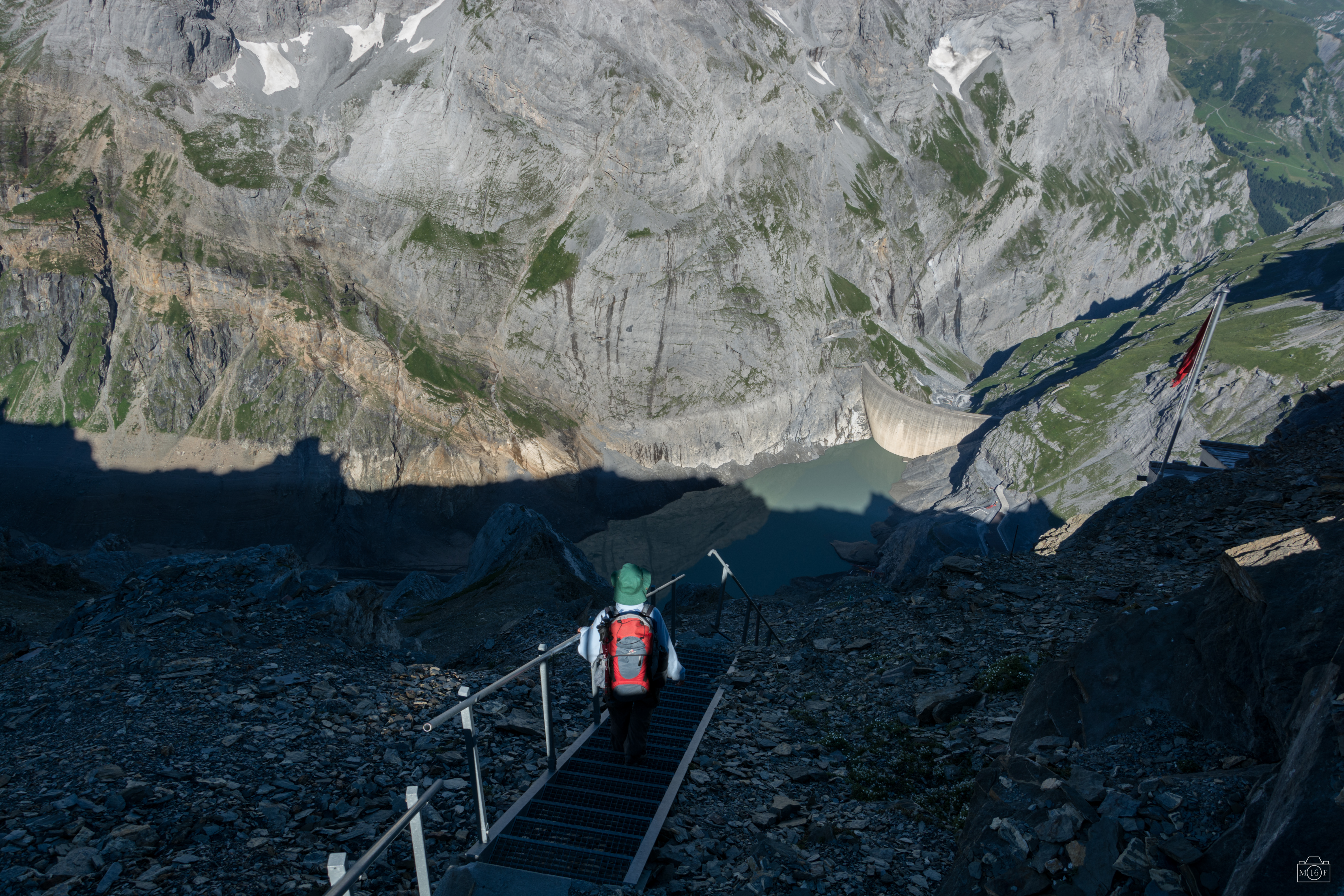
Kistenpasshütte (Clubhütte)
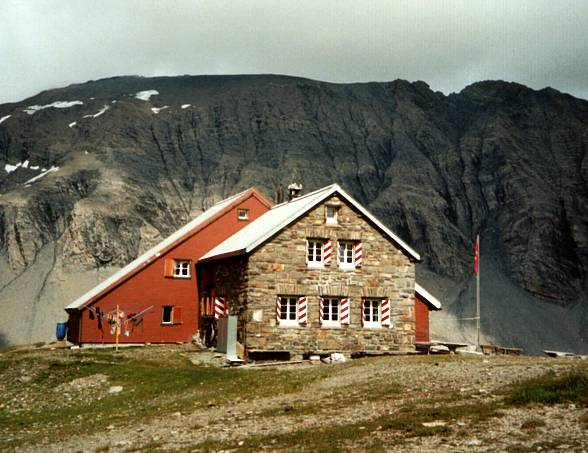
Muttseehütte

| Winterthur |

| Camona da Cavardiras |

| Camona da Punteglias |

| Kistenpasshütte |

| Muttseehütte |